# Helena Boberg
Helena Boberg, född 10 december 1974 i Stockholm, är en svensk poet.
Tidigare medlem i Surrealistgruppen i Stockholm tillsammans med bland andra Aase Berg, Maja Lundgren, Eva Kristina Olsson, Johannes Bergmark, Carl-Michael Edenborg och Mattias Forshage.
Debutboken Repuls är översatt till arabiska av Ibrahim Abdulmalik och utgiven på Merit Publishing House i Kairo 2012, med titeln Sodood.
För sin tredje diktsamling, Konsten at med hvissa metodiska rörelser hemkalla en hädangången til lifvet, nominerades Boberg till Sveriges Radios lyrikpris 2021.